# Pflaumfelder Graben
Der Pflaumfelder Graben ist ein rechter Zufluss der Altmühl beim namensgebenden Dorf Pflaumfeld im mittelfränkischen Landkreis Weißenburg-Gunzenhausen.

## Verlauf
Der Pflaumfelder Graben entspringt auf dem Gemeindegebiet von Gunzenhausen in einem Wald auf einer Höhe von 466 m ü. NHN nördlich des Hahnenkamms. Nördlich der Quelle liegt Edersfeld, südöstlich der namensgebende Ort Pflaumfeld, südwestlich Steinacker, Simonsmühle und Nordstetten, unweit westlich führt die Bundesstraße 466 vorbei. Der Bach verlässt den Wald und fließt von da an beständig eine weite Offenlandschaft im Tal der Altmühl. Er fließt nördlich an Pflaumfeld vorbei und unterquert die Kreisstraße WUG 28. Er nimmt nordöstlich von Pflaumfeld und nördlich von Sammenheim mehrere unbenannte Nebenflüsse auf. Anschließend fließt der Bach kurz durch das Gemeindegebiet von Dittenheim und unterquert die Kreisstraße WUG 27, worauf er wieder in das Gebiet der Stadt Gunzenhausen übertritt, und unterquert anschließend die Bahnstrecke Würzburg-Treuchtlingen. Der Pflaumfelder Graben mündet nach einem Lauf von rund 4,7 Kilometern an der Gemeindegrenze zwischen Dittenheim und Gunzenhausen auf einer Höhe von 412 m ü. NHN gegenüber des nördlich liegenden Dorfes Unterasbach, südöstlich von Aha und nordwestlich von Windsfeld von rechts bzw. von Süden in ein Altwasser der Altmühl, der hier eine breite Aue bildet, die nach starken Regenfällen von den Wassermassen der ausufernden Altmühl überschwemmt wird. Unweit mündet auch der Schlangenbach in die Altmühl.